# Faktas
Faktas è un film del 1981 diretto da Alimantas Grikiavicius.
Fu presentato in concorso al 34º Festival di Cannes, dove Elena Solovey vinse il premio per la miglior attrice non protagonista.